# Келоуна
Кело́уна (англ. Kelowna [kəˈloʊnə]) — город на крайнем западе Канады, расположен в провинции Британская Колумбия, на восточном берегу озера Оканаган. Население муниципалитета на 2016 год составляет 127 380 человек. Название города происходит от местного наименования медведей гризли.

## История

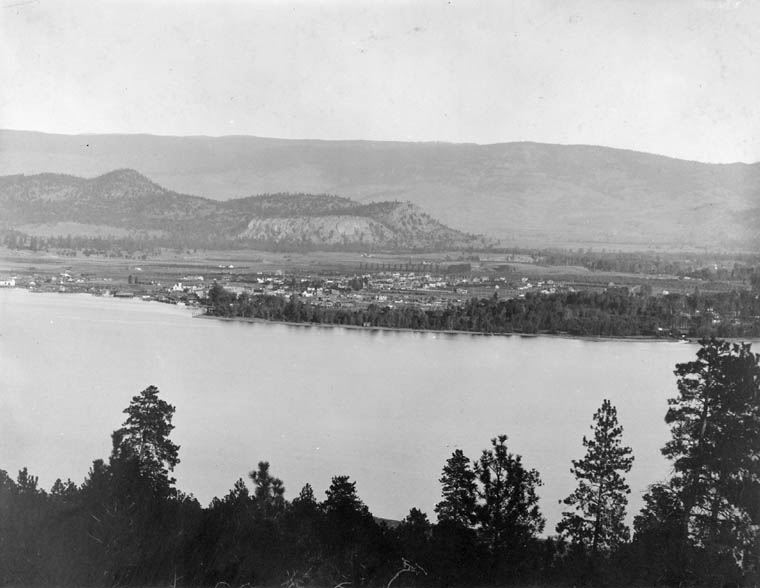
Келоунa, 1909
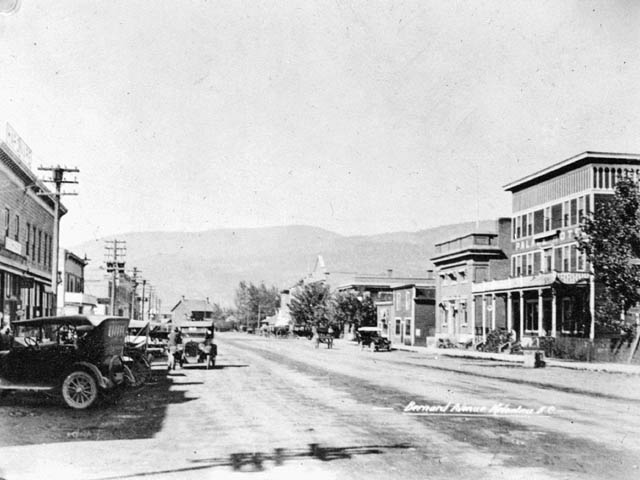
Келоунa, 1920

Отец Шарль Пандоси, французский миссионер-католик, прибыл в 1859 году и стал первым европейцем в поселении Келоуна, назвав место «L’anse au sable» (Залив Песка) за песчаную береговую линию.
Келоуна официально получила статус города в 1905 году. 

## Климат
| Показатель                    | Янв.  | Фев.  | Март  | Апр. | Май  | Июнь | Июль | Авг. | Сен. | Окт.  | Нояб. | Дек.  | Год   |
| ----------------------------- | ----- | ----- | ----- | ---- | ---- | ---- | ---- | ---- | ---- | ----- | ----- | ----- | ----- |
| Абсолютный максимум, °C       | 15    | 14    | 21    | 28   | 33   | 37,5 | 40   | 40   | 33   | 26,5  | 21,1  | 15    | 40    |
| Средний суточный максимум, °C | 0,9   | 4,0   | 9,6   | 15,4 | 20,3 | 24,2 | 27,6 | 27,2 | 21,4 | 13,7  | 6,1   | 1,5   | 14,3  |
| Средняя температура, °C       | −2,1  | 0,2   | 4,4   | 9,0  | 13,8 | 17,6 | 20,3 | 20,1 | 14,9 | 8,5   | 2,8   | −1,2  | 9,0   |
| Средний суточный минимум, °C  | −5    | −3,6  | −0,7  | 2,6  | 7,2  | 11,0 | 13,1 | 12,9 | 8,3  | 3,3   | −0,5  | −3,9  | 3,7   |
| Абсолютный минимум, °C        | −32,2 | −20,6 | −16,7 | −6,1 | −1,7 | 2,2  | 4,4  | 3,9  | −2,8 | −13,5 | −26   | −28,5 | −32,2 |
| Норма осадков, мм             | 32,2  | 23,5  | 20,2  | 21,4 | 28,8 | 35,1 | 28,4 | 29   | 27,1 | 23,3  | 33,4  | 37,4  | 339,7 |
| Источник: Environment Canada  |       |       |       |      |      |      |      |      |      |       |       |       |       |

## Экономика
В сфере услуг занята большая часть населения города Келоуна, крупнейшего города, ориентированного на развитие туризма в долине Оканаган. Летом популярны плавание на лодках, гольф, велосипедные и пешие походы, зимой, горные лыжи и лыжные гонки наиболее популярные занятия в районе курортов «Большой лыжный склон» и «Серебряная звезда».

## Города-побратимы
Келоуна заключила соглашения о братских отношениях со следующими городами:
- Касугаи, Япония